# Yitzchak Ginsburgh

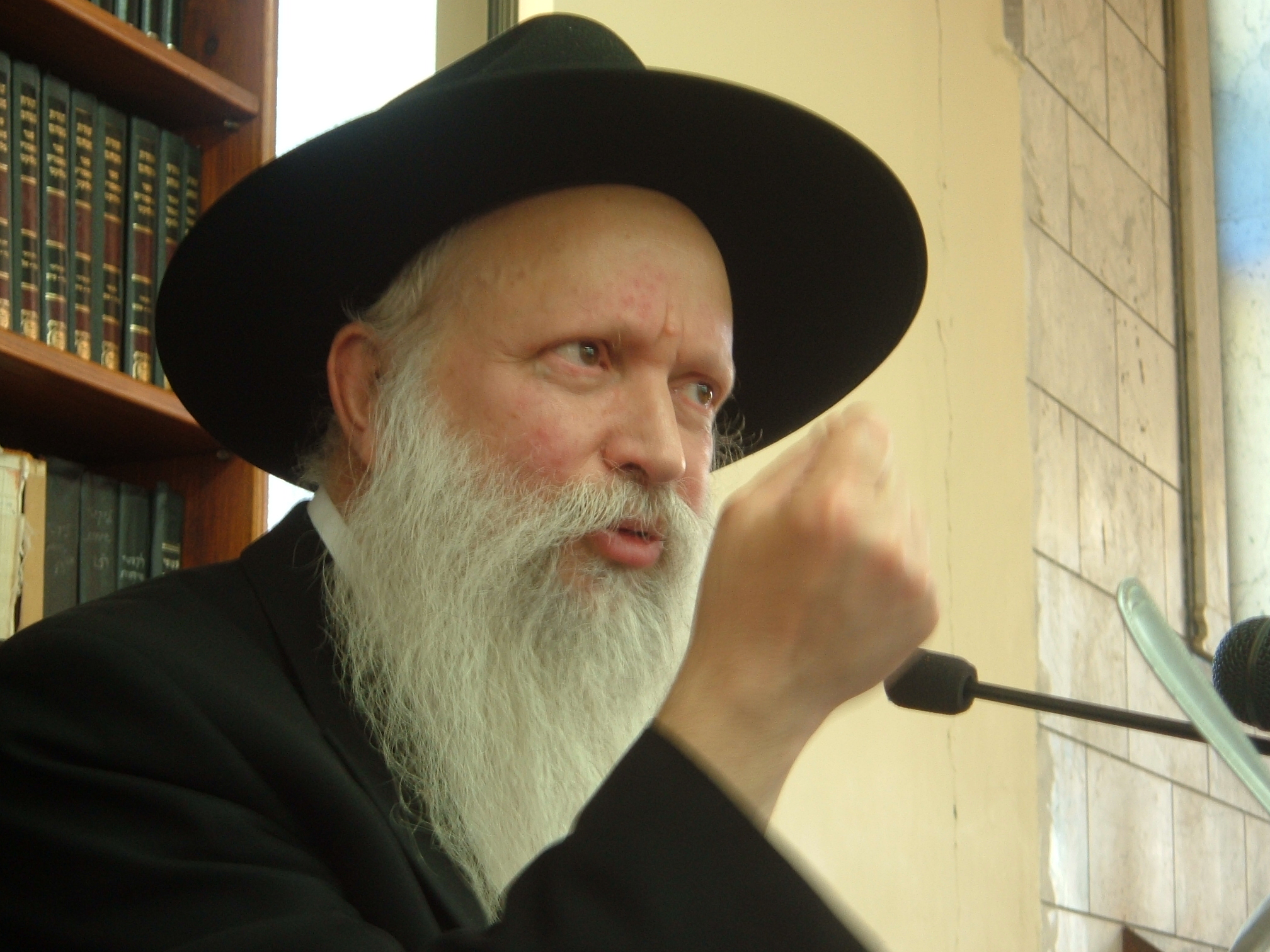
Yitzchak Ginsburgh (2005)

Yitzchak Feiwish Ginsburgh (* 1944 in St. Louis, Missouri) ist ein amerikanisch-israelischer Chabad-Rabbiner, jüdischer Gelehrter und Autor, der durch eine große Anzahl Anstoß erregender Handlungen und Statements bekannt wurde, die ganz offensichtlich rassistischen Inhalts sind und teilweise auch als Aufruf zu Gewalt angesehen werden können. Er ist Rosch Jeschiwa (dt. Kopf [einer] Jeschiwa) von Od Yosef Chai sowie Leiter der Gal Einai-Organisation.

## Leben
Yitzchak Ginsburgh wurde mit 14 Jahren streng-religiös (Baal Teschuwa). Er studierte in Chicago Mathematik und Philosophie und setzte diese Studien in New York fort. 1965 wanderte er nach Israel ein und entschied sich kurze Zeit darauf, sich fortan ausschließlich der Tora zu widmen. Er wurde ein gesuchter Talmud-Lehrer, Kabbalist, Schuloberhaupt und produktiver Autor.
Zu seinen umstrittenen Äußerungen zählen beispielsweise folgende: 
- Er verkündete öffentlich, es sei erlaubt, einen Nichtjuden zu töten, um mit dessen Organen das Leben eines Juden zu retten. Das biblische Tötungsverbot gelte nur für Juden[1][2].
- Öffentlich und in einem Buch lobte er Baruch Goldsteins Massenmord an betenden Muslimen in Hebron 1994 und bezeichnete ihn als Märtyrer. Das Buch (Jerusalem 1998) hat den bewusst doppeldeutigen Titel Baruch ha-gewer (Baruch, der Mann bzw. Gelobt sei Baruch)[3].
- In einem anderen Buch (zaw ha-scha'atipul schoresch, übersetzt etwa "Tagesbefehl Radikaltherapie", Jerusalem 2001) schreibt er, das Westjordanland müsse von Nichtjuden gereinigt werden, weil es ausschließlich Juden gehöre, und bezeichnet darin ferner alle Araber als einer primitiven Nation zugehörig (dies brachte ihm eine Anklage eines Jerusalemer Gerichts wegen rassistischer Aufhetzung ein[4]).
- Nichtjuden, insbesondere Araber, dürfen nicht in Israel leben[5].
- Er fordert die Wiedererrichtung des dritten Tempels[1].
- Juden sollen auf dem Tempelberg beten dürfen[1].